# نشانه کاستل

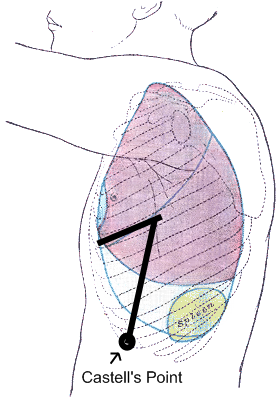
نقطهٔ کاستل

نشانهٔ کاستل (انگلیسی: Castell's sign) یک نشانهٔ پزشکی است که برای ارزیابی اسپلنومگالی به‌کار رفته و معمولاً بخشی از معاینه شکمی بیمار است. این معینه بدنی روشی جایگزین برای دق فضای ترائوبه است.
اسپلنومگالی، اگرچه با بیماری‌های متعددی همراه است، اما یکی از ابهام‌برانگیزترین یافته‌های معاینه فیزیکی در شکم است. بیماری‌هایی مانند مونونوکلئوز عفونی، تالاسمی و بیماری سیروز کبدی ممکن است همگی باعث بزرگی طحال شوند و در نتیجه، جستجوی یک نشانه قابل اعتماد مرتبط با اسپلنومگالی برای سالیان متمادی دنبال شده است. در حال حاضر، چندین علامت از این قبیل برای اسپلنومگالی وجود دارد که کاربرد همه آنها در دانش پزشکی مورد بحث و تردید قرار گرفته است. با این حال، وجود یا عدم وجود طحال را می‌توان در معاینه فیزیکی با استفاده از نشانهٔ کاستل در ارتباط با سایر اطلاعات بالینی تشخیص داد و «ارزش اخباری مثبت» آزمایش را افزایش داد. هنگامی که در یک راهنما یا دستورالعمل تصمیم‌گیری استفاده می‌شود، نشانهٔ کاستل بخش ارزشمندی در تصمیم‌گیری برای پیگیری و انجام تصویربرداری بیشتر است.
بررسی سیستماتیک در سال ۱۹۹۳ توسط کارگروه «معاینه بالینی منطقی» نشان داد که نشانهٔ کاستل حساس‌ترین مانور معاینه بالینی برای تشخیص اسپلنومگالی در هنگام مقایسه با معاینهٔ دستی، نشانه نیکسون (یک معاینهٔ دق دیگر) و دق فضای ترائوبه است.
- حساسیت = ۸۲٪
- ویژگی = ۸۳٪

روش معاینه کاستل اینگونه است که ابتدا بیمار در وضعیت خوابیده به پشت قرار می‌گیرد. با انجام دمِ عمیق بیمار و سپس بازدم کامل، پایین‌ترین ناحیه فضای بین دنده ای (هشتم یا نهم) را در خط زیر بغل قدامی چپ دق می‌کنند. اگر صدای دق از طنین (رزونانس) در بازدم کامل به صدایی سنگین و خفه در دَمِ عمیق تبدیل شود، علامت مثبت در نظر گرفته می‌شود.
این نشانه نامش را از متخصص گوارش آمریکایی «دونالد او. کاستل» می‌گیرد که نخستین بار در سال ۱۹۶۷ آن را در مقاله‌ای شرح داد.